# Велика Мечкінська печера
Велика Мечкінська печера (рос. Большая Мечкинская пещера) — карстова печера у Кунгурському районі Пермського краю Росії, геологічна пам'ятка природи регіонального значення.

## Назва
У корінного населення слово «мечка» означає ведмедиця з ведмежатами.

## Географія
Печера розташована у Кунгурському районі Пермського краю, на лівому березі річки Мечка, за 20 кілометрах км від міста Кунгур, недалеко від селищ Родінове та Заспалове.

## Історія
Велика Мечкінська печера відома більше 100 років. Свого часу її описували співробітники експедиції «ГІДРОБУДПРОЕКТ» у 1935 році та Кунгурського стаціонару Академії наук СРСР у 1952—1955 роках.
У 1988 році Велика Мечкінская печера отримала статус геологічної пам'ятника природи.

## Опис
Печера являє собою горизонтальну низку гротів зі стінами блакитно-білого кольору та підлогою, покритою в'язкою глиною.
Вхід у печеру має ширину 1,5 м та висоту 1 м. В печеру веде глибокий колодязь.
Велика Мечкінская складається з п'яти гуртів і зв'язують їх коридорів загальною довжиною 350 м при глибині 25 м.
Взимку печера багата на сталактити, сталагміти, колони.
Найзначніший грот — Великий, який має довжину 70 м, ширину 30 м та висоту до 6 м. У стелі грота є отвір.
У печері є невеликі озера улоговинно-проточного типу.
Під час танення снігу рівень води в підземних ходах піднімається до семи метрів, і вона майже повністю затоплюється. Після спаду води, по печері протікає струмок.
У печері виявлено три види безхребетних: рачки-бокоплави, нематоди та зимові комарики.
У цілому тваринний світ бідний і вивчений недостатньо. Біологам зустрічалась невелика кількість кажанів.

## Галерея

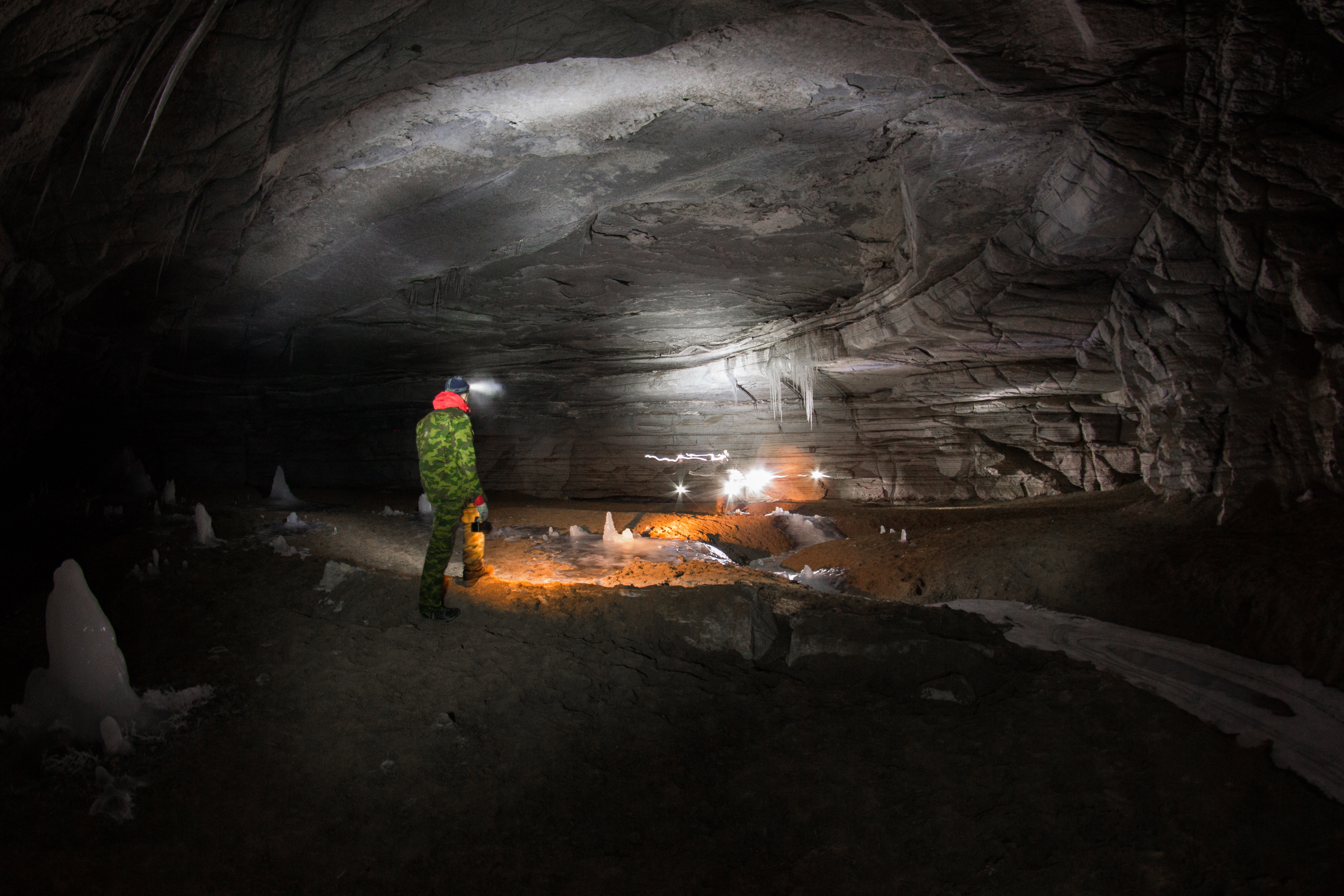
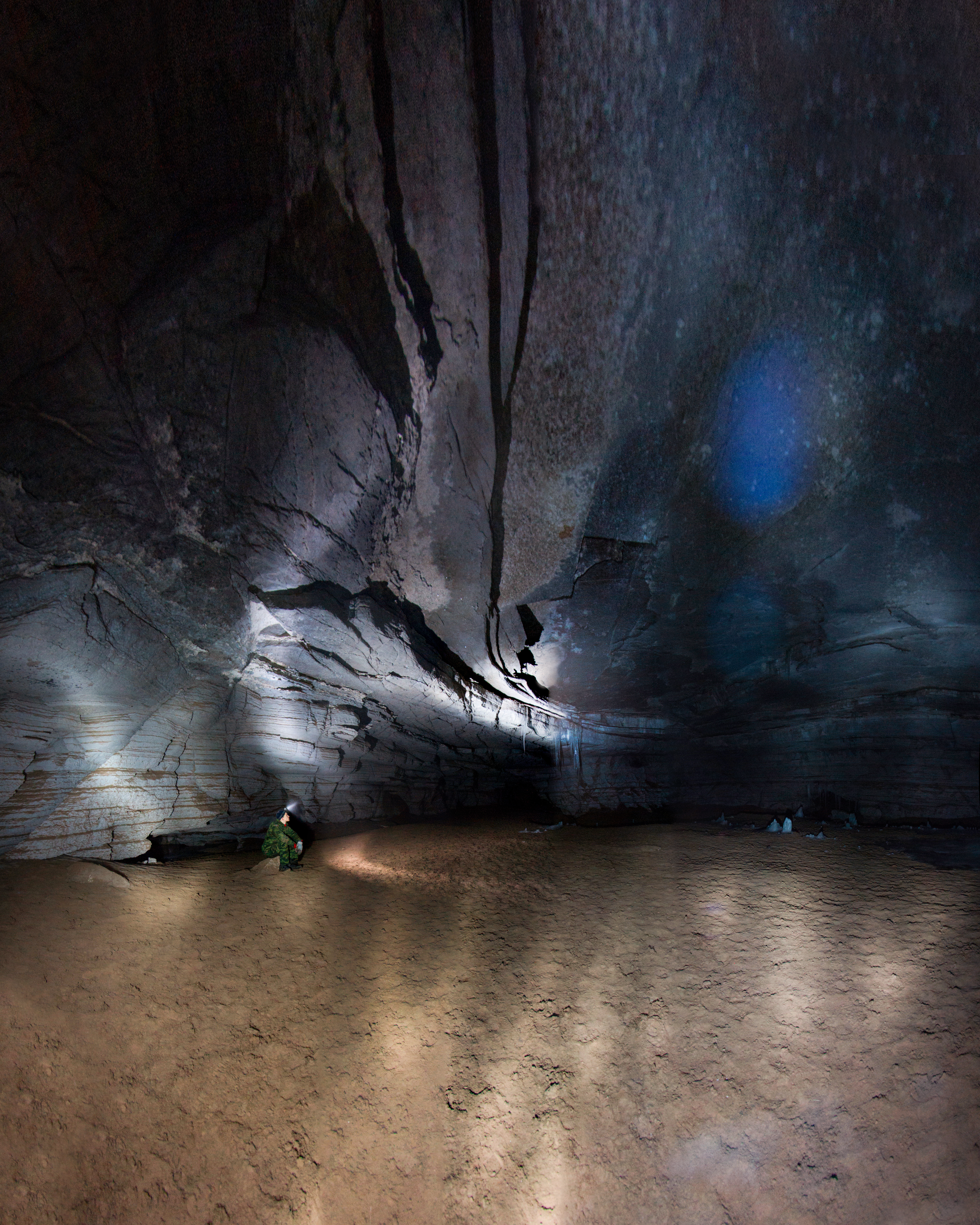
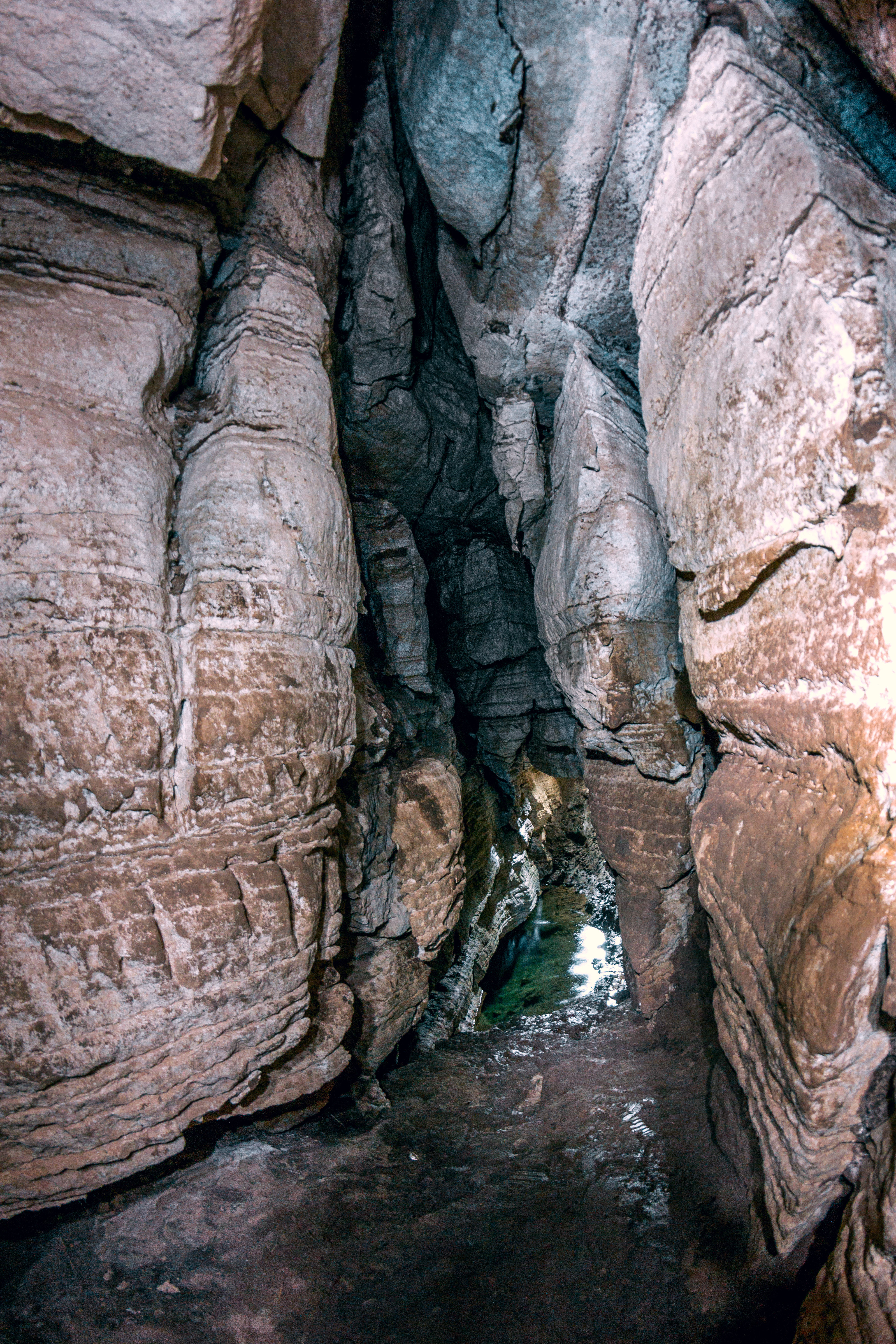